# Santa María de Guía de Gran Canaria
Santa María de Guía de Gran Canaria is een plaats en gemeente in de Spaanse provincie Las Palmas in de regio Canarische Eilanden met een oppervlakte van 43 km². Santa María de Guía de Gran Canaria telt 13.970 inwoners (1 januari 2016). De gemeente ligt in het noorden van het eiland Gran Canaria. Behalve de gelijknamige plaats liggen in gemeente nog een aantal andere dorpskernen.

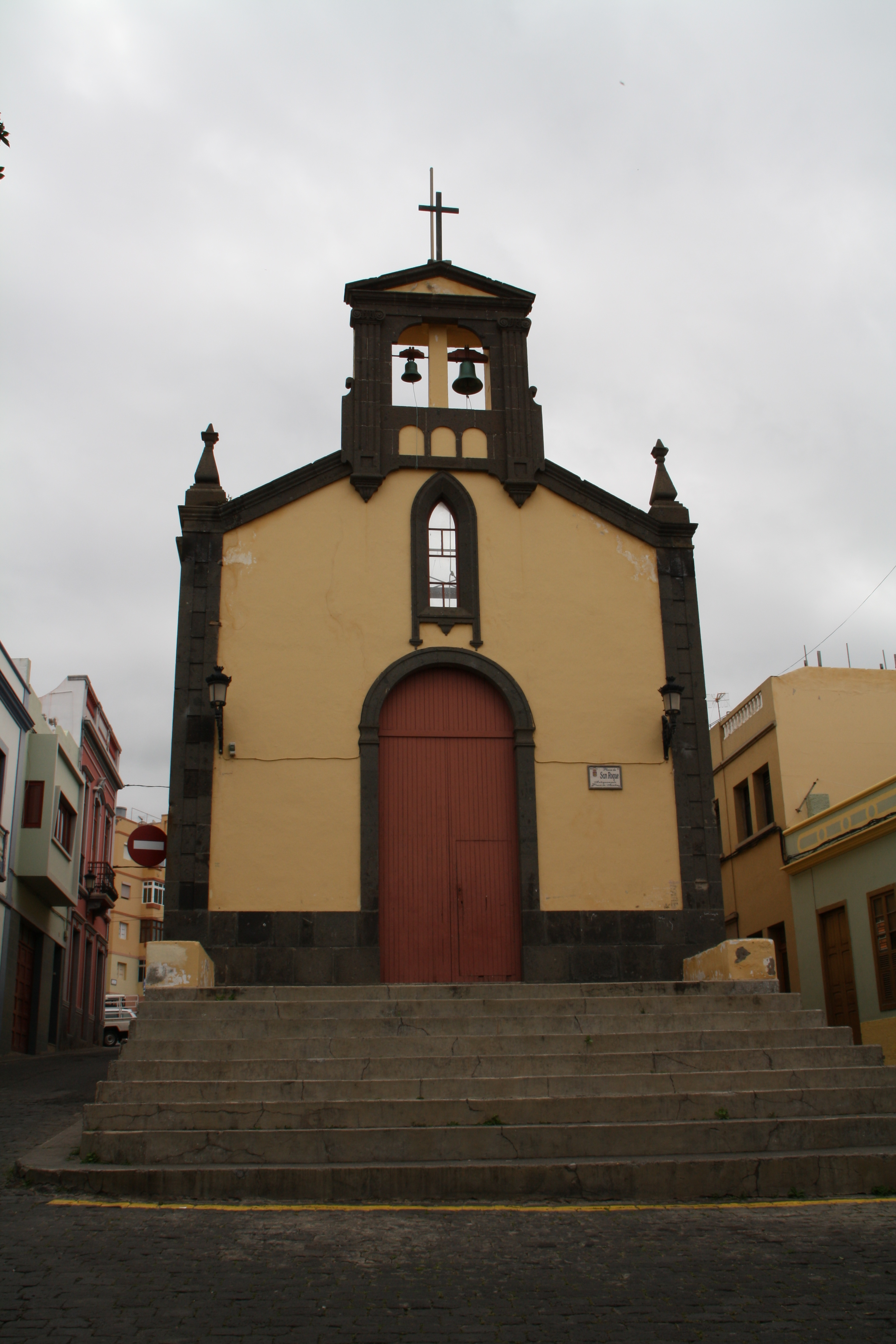
Kapel San Roque

Tot 1526 was de plaats Santa María de Guía onderdeel van Gáldar, waar zich veel welvarende families vestigden. De historische binnenstad van Santa María de Guía behoort tot de best bewaard gebleven voorbeelden van Canarische architectuur en staat sinds 1982 op de monumentenlijst. Onderdelen van het historische centrum zijn de kerk met dezelfde naam als de plaats, met een neoclassicistische gevel en twee kerktorens, twee kapellen en diverse herenhuizen uit de 17e eeuw.
De economische activiteit bestaat vooral uit landbouw met fruit- en veeteelt. Als een specialiteit geldt queso de flor die wordt gemaakt van koeien- en schaapsmelk waarbij de bloem van een distel als hulpmiddel gebruikt wordt bij de stremming. Daarnaast vindt men oude ambachten zoals de vervaardiging van messen, cuchillos Canarios, met zeer fijn blad en fraai ingelegde greep.
Een bezienswaardigheid in de buurt is het archeologische park Cenobio de Valerón, waar zich zo'n 300 grotten bevinden die dienden als voorraadkamers van graan voor de oerbevolking van de Canarische Eilanden, de Guanchen.

## Geboren in Santa María de Guía
- José Luján Pérez (1756), wordt gezien als de belangrijkste beeldhouwer van de Canarische Eilanden

## Afbeeldingen

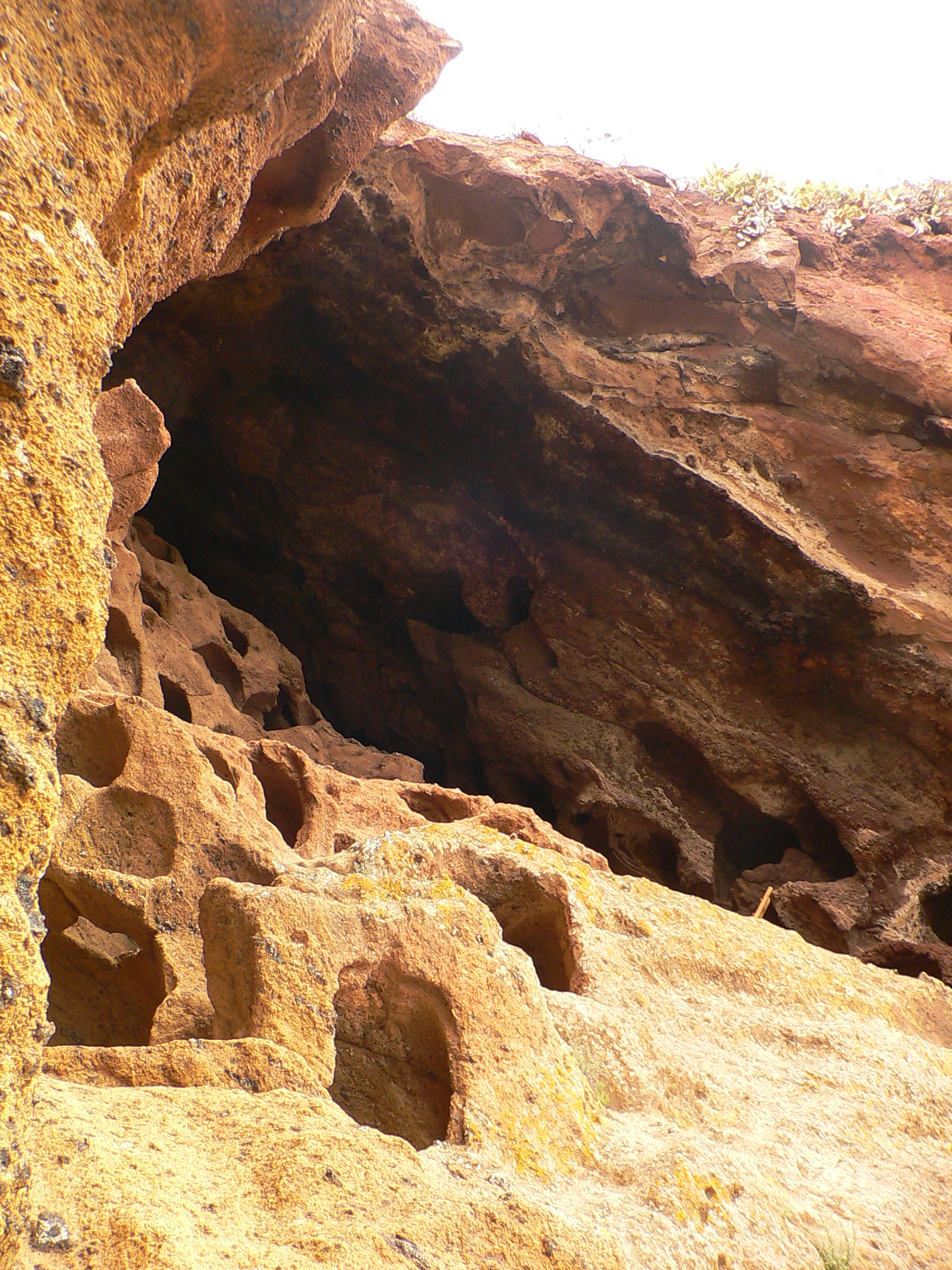
Archeologisch park
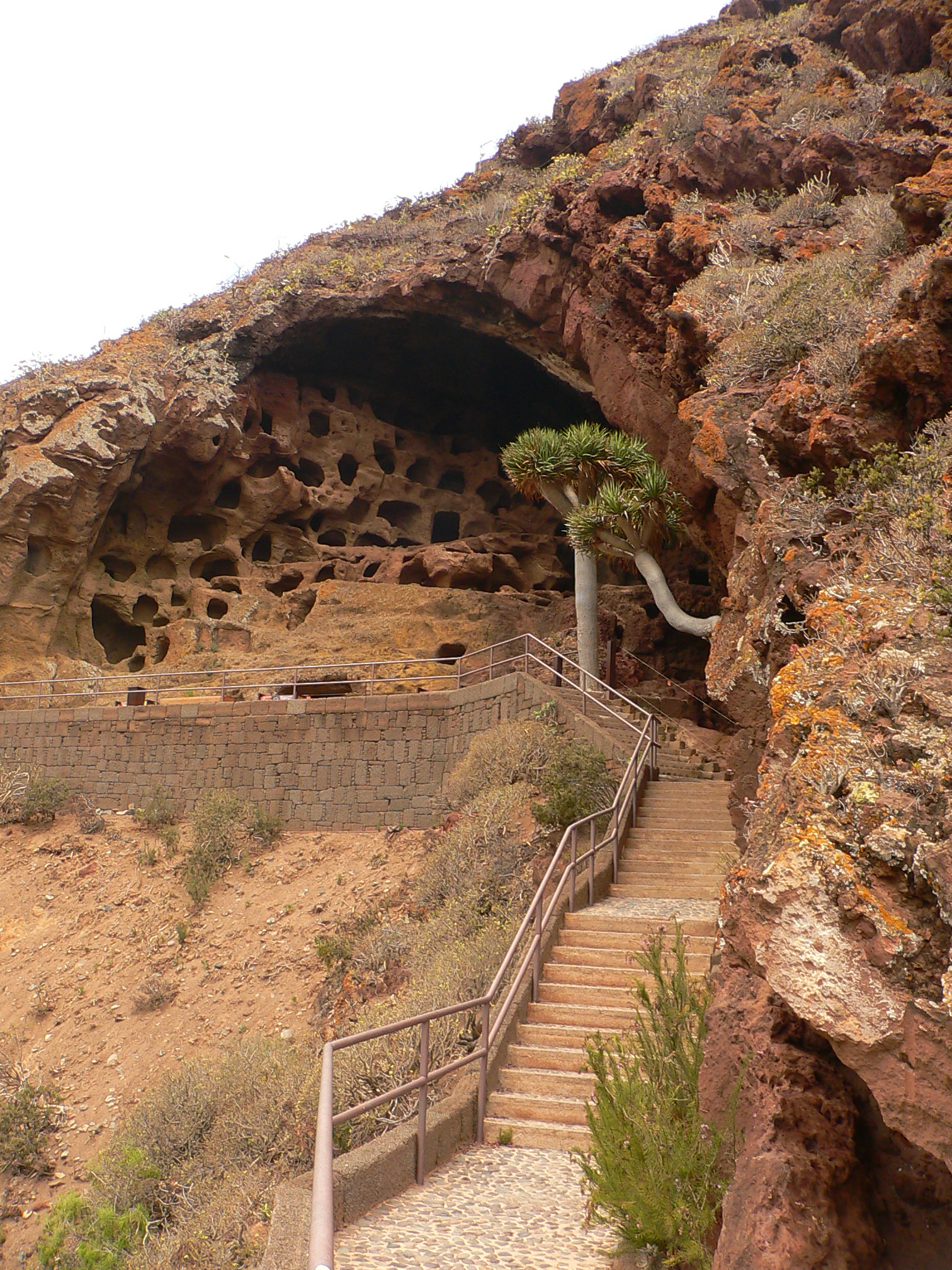
Cenobio de Valerón
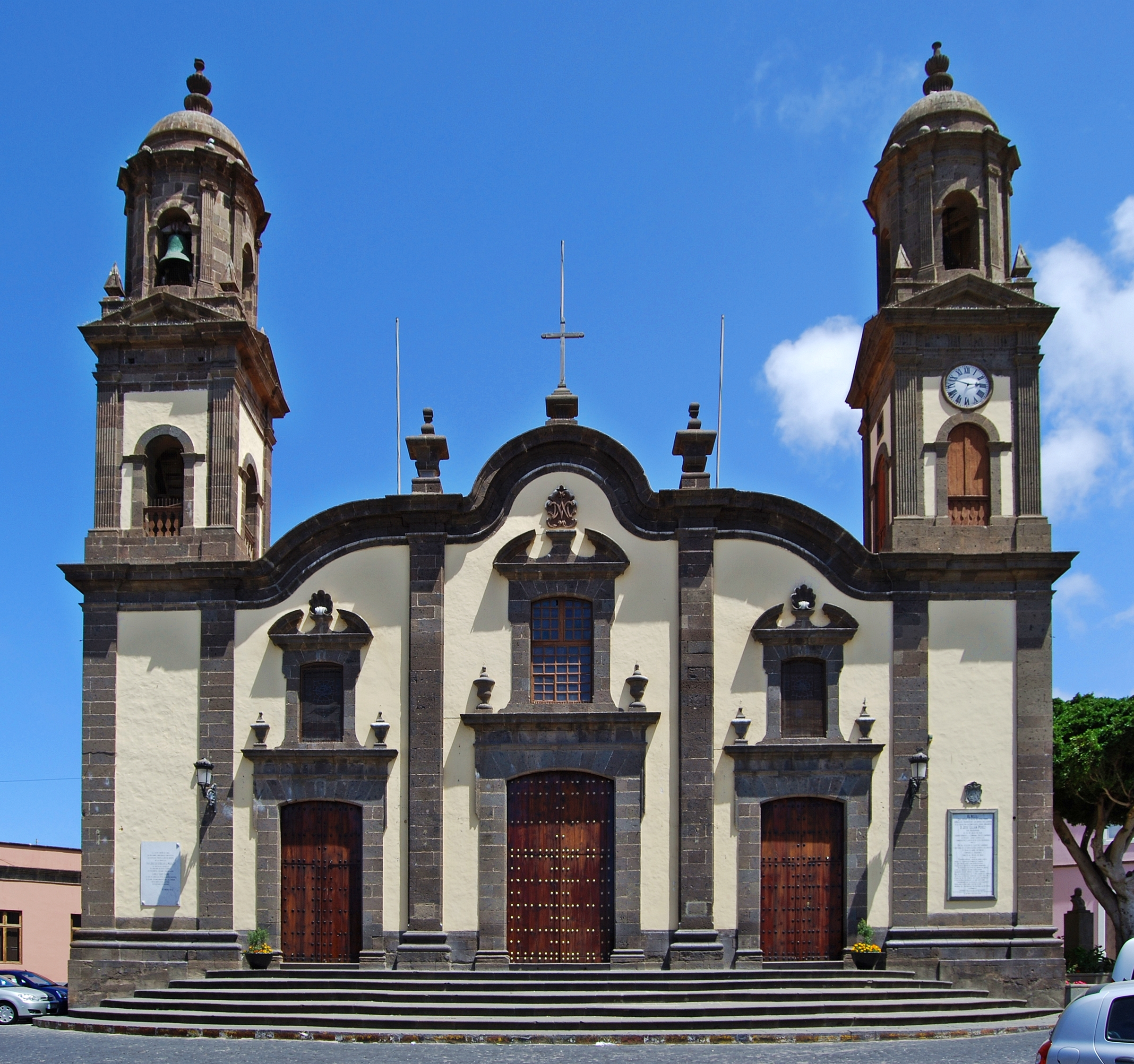
Kerk van Santa María de Guía de Gran Canaria.

## Demografische ontwikkeling
Bron: INE; 1857-2011: volkstellingen
Hoofdstad: Las Palmas de Gran Canaria

Gemeenten / gemeentelijke hoofdsteden: Agaete · Agüimes · Artenara · Arucas · Firgas · Gáldar · Ingenio · La Aldea de San Nicolás · Mogán · Moya · San Bartolomé de Tirajana · Santa Brígida · Santa Lucía de Tirajana · Santa María de Guía de Gran Canaria · Tejeda · Telde · Teror · Valleseco · Valsequillo de Gran Canaria · Vega de San Mateo

Overige plaatsen: Arguineguín · Fataga · Maspalomas · Playa del Inglés · Puerto de las Nieves · Puerto de Mogán · Puerto Rico · San Agustín